# فيلهارموني أكاديمى لدولة أذربيجان
فيلهارموني أكاديمى لدولة أذربيجان - مجمع الحفلات الموسيقية في باكو.
سمى فيلهارموني أكاديمى لدولة أذربيجان بأسم ملحن أذربيجاني مشهور مسلم ماقوماييف, بقرار على مجلس المفوضون الشعب الأذربيجاني, في 11 أغسطس,عام 1937.

## تاريخه
أنشاء المبنى الفيلهارموني على أساس مشروع مهندس مدني قاوريل تير ميكيلوف, على تقاطع شارع نيازي (سابقا – شارع سدايوفا) وشارع إستيجلاليات (سابفا – نيكولايوسكايا), و فيما بعد في اراضي الحديقة الذي يسمى الفلهارموني, بين عامين 1910-1912.
تأسست الفيلهارمونية للدولة, في مايو25, عام 1936.
حسب المبنى الفيلهارموني بيت الإجراءات الاجتماعية من عام 1910 حتى عام 1914.
بعد تأسيس جمهورية أذربيجان في 1996-2004 تم تجديد مبنى فيلارموني وإعادة بنائه
تم تجديد المبنى الفيلهارموني, بعد تأسيس جمهورية أذربيجان بين عامين 1996-2004.
تم افتتاحها حفل الافتتاح الرسمي للمبنى الفيلهارموني في عام 2004 في عاصمة باكو.

ساهموا في حفل الافتتاح رئيس لجمهورية أذربيجان الهام علييف, وزارة الثقافة والسياحة سابق بولاد بولبولوغلو(ابن بولبول), عازف تشيلو مستيسلاف روستروبوفيتش, بروفيسور فرحاد بدلبيلي.

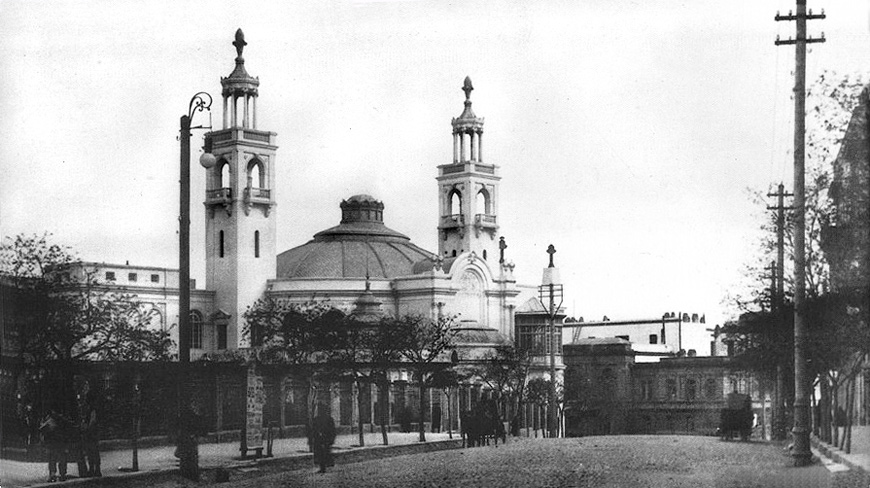
رؤية سابق لفيلهارموني

## وصلات الخارجية
https://www.youtube.com/watch?v=Qjgfp9Het2s